# Адам (фильм)
«Адам» (англ. Adam) — кинофильм режиссёра Макса Майера, вышедший на экраны в 2009 году.

## Сюжет
Адам (Хью Дэнси), страдающий синдромом Аспергера, работает инженером-электронщиком в небольшой фирме и увлекается астрономией. У него недавно умер отец, и он остался один в большой квартире. Вскоре у него появляется красивая соседка Бет (Роуз Бирн), работающая в детском саду и пишущая в свободное время детские книжки. Адаму она сразу понравилась, однако ему очень нелегко преодолеть себя и сделать шаг навстречу.

## В ролях
- Хью Дэнси — Адам Раки
- Роуз Бирн — Бет Бакуолд
- Питер Галлахер — Марти Бакуолд
- Эми Ирвинг — Ребекка Бакуолд
- Фрэнки Фэйсон — Харлан
- Марк Линн-Бэйкер — Сэм Клайбер
- Хэвилэнд Моррис — Лира

## Производство
Съёмочный период проходил в Нью-Йорке с ноября по декабрь 2007 года в Гринвич-Виллидж и Центральном парке.

## Релиз
Мировая премьера состоялась 20 января 2009 года на кинофестивале Сандэнс, где фильм получил приз Альфреда Слоана как «выдающийся художественный фильм, посвященный науке или технологиям в качестве темы или изображающий ученого, инженера или математика в роли главного героя». Хотя продюсер Лесли Урданг изначально сомневался в шансах найти дистрибьютора на фестивале Сандэнс, Fox Searchlight Pictures купила права на распространение фильма.
В марте 2009 года «Адам» был показан на фестивале независимого кино Method Fest, получив приз жюри в номинации лучший фильм фестиваля.

## Критика
На агрегаторе рецензий Rotten Tomatoes рейтинг одобрения составляет 66 % на основе 135 обзоров со средней оценкой 6 из 10. Консенсус сайта гласит: «Элегантная игра Хью Дэнси в роли человека с синдромом Аспергера возвышает „Адама“».
Роджер Эберт дал фильму 2,5 звезды из 4, заявив, что фильм «завершает их историю в слишком аккуратной манере, настаивая на том, чтобы найти оптимистичное в мрачном, и упускает шанс более вдумчиво отнестись к этой сложной ситуации». Нина Каплан из Time Out London обвинила фильм в нечестности: «Непонятно, почему хорошенькая папина дочка влюбилась в болтливого и одинокого инженера с синдромом Аспергера и зацикленностью на космосе».

## Награды и номинации
- 2009 — приз Alfred P. Sloan Feature Film Prize на кинофестивале Санденс, а также номинация на Гран-при жюри.
- 2009 — номинация на премию «Спутник» за лучшую мужскую драматическую роль (Хью Дэнси).